# Camptomyia morindae
Camptomyia morindae är en tvåvingeart som beskrevs av Ephraim Porter Felt 1926. Camptomyia morindae ingår i släktet Camptomyia och familjen gallmyggor. Inga underarter finns listade i Catalogue of Life.